# 胡效才 (嘉靖進士)
胡效才（1509年—1565年），字用甫，號澤菴，直隸安慶府桐城縣人，匠籍，明朝政治人物。

## 生平
少时家贫，父胡其聪不任事，效才以教书为業養家，务得父亲欢心。事继母吴氏孝，吴氏有次发怒，效才率妻子彭氏长跪至夜中，候其怒解才起。他在百里之外授館教书，听闻吴氏生病，立即返家服侍，直至病愈。为两个弟弟效良、效賢建房居住，祖父母過世，衣服棺木皆效才独自筹办，不烦諸叔父。父喪，亦不烦二弟，一门俯仰，引为己任。每言道：一家人何必錙銖必較。父喪時，年已五十，哀毁以致生病。嘉靖三十四年（1555年）舉乙卯科順天府鄉試第九十五名。嘉靖四十四年（1565年）中式乙丑科三甲第二百四十五名進士。中進士觀政後，因父喪致疾轉劇，卒于京城。

## 家族
曾祖胡中和；祖父胡邦，壽官；父胡其聦，母黃氏；繼母吳氏。弟效賢、效良。
子胡瓒，萬曆乙未進士，官江西參政。